# 前1380年代
| 千纪： | 前2千纪 |
| 世纪： | 前15世纪 \| 前14世纪 \| 前13世纪                                                                                     |
| 年代： | 前1410年代 \| 前1400年代 \| 前1390年代 \| 前1380年代 \| 前1370年代 \| 前1360年代 \| 前1350年代                       |
| 年份： | 前1389年 \| 前1388年 \| 前1387年 \| 前1386年 \| 前1385年 \| 前1384年 \| 前1383年 \| 前1382年 \| 前1381年 \| 前1380年 |

重要事件及趋势
- 前1385年，商朝的河亶甲即位，迁都相
- 克里特岛米诺斯文化衰落。
- 埃及法老阿蒙霍特普三世迎娶了他的王后泰伊王后[1]

重要人物
- 阿蒙霍特普三世在位